# Johann Reinhard II. von Hanau-Lichtenberg

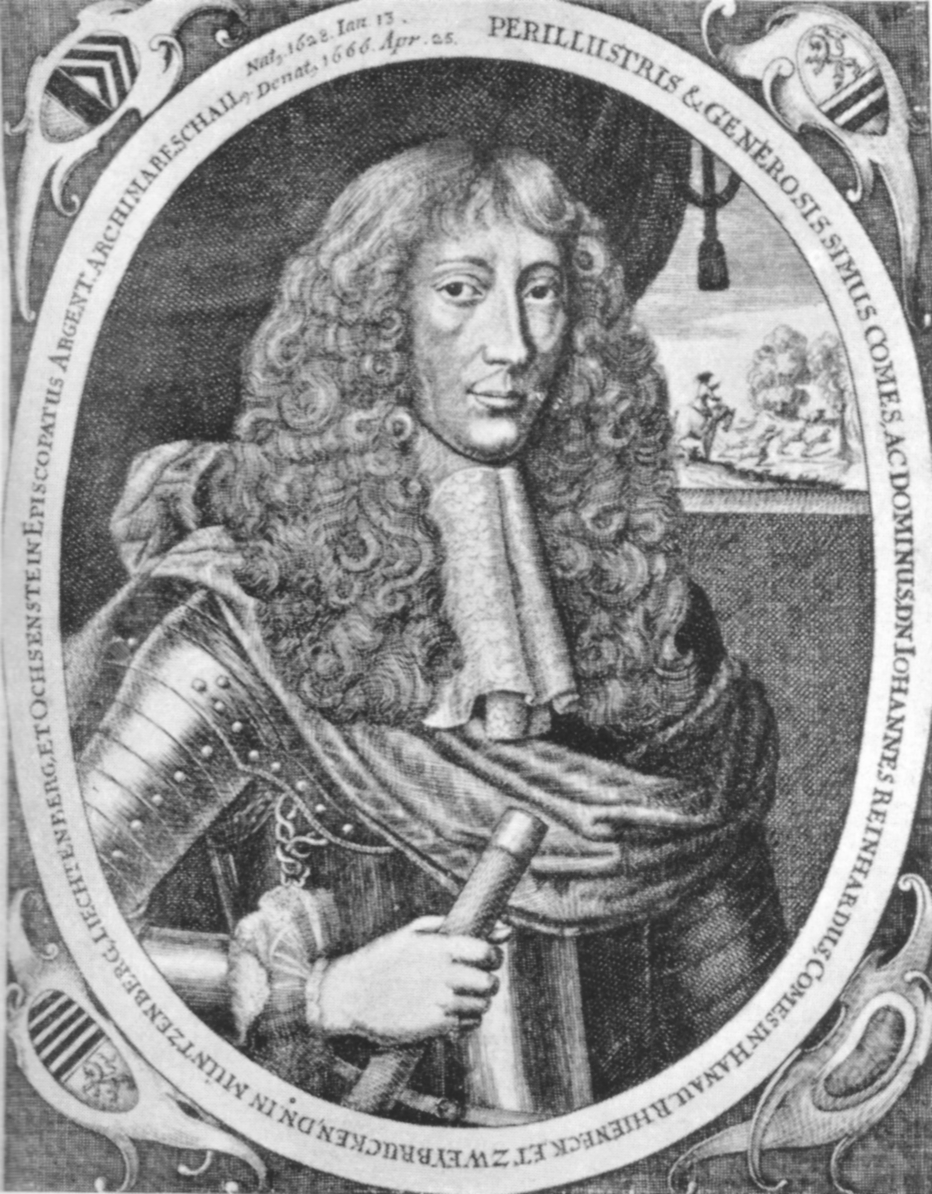
Graf Johann Reinhard II., Stich von Peter Aubry, Straßburg

Der Graf Johann Reinhard (II.) von Hanau-Lichtenberg (* 13. Januarjul. / 23. Januar 1628greg. in Buchsweiler; † 25. April 1666 in Bischofsheim am hohen Steg) war ein nachgeborener Sohn des Grafen Philipp Wolfgang von Hanau-Lichtenberg (* 1595; † 1641) und der Gräfin Johanna von Öttingen-Öttingen († 1639).

## Zur Nomenklatur
Johann Reinhard (II.) wird in der einschlägigen Literatur, obwohl er als nachgeborener Sohn nie zum regierenden Grafen wurde, meist als „Johann Reinhard II.“ bezeichnet. Damit wird er von den regierenden Grafen Johann Reinhard I. von Hanau-Lichtenberg (* 1559; † 1626) und seinem eigenen Sohn, Graf Johann Reinhard III. (* 1665; † 1736), unterschieden. Um darauf hinzuweisen, dass er formal kein regierender Graf war, ist die Ordnungszahl hinter seinem Namen in Klammern gesetzt.
Zusammen mit seinem Bruder Johann Philipp wurde er auf eine Kavalierstour durch Deutschland, in die Niederlande, nach England, Frankreich und der Schweiz geschickt.

## Politik
Anschließend besuchte er 1650 den Reichstag in Nürnberg, der sich den Vollzugsproblemen des Westfälischen Friedens widmete. Ihm wurde durch väterliches Testament Bischofsheim am hohen Steg und das Amt Lichtenau als Residenz zugeordnet. Hier kümmerte er sich um den Wiederaufbau nach den Zerstörungen des Dreißigjährigen Krieges, förderte die Einwanderung von Schweizern und begann mit dem Aufbau der zerstörten Infrastruktur, etwa den Schulen. 1653 nahm er am Reichstag in Regensburg teil.

## Familie
Am 19. Oktober 1659 heiratete er in Bischweiler (heute: Bischwiller) Pfalzgräfin Anna Magdalena von Pfalz-Bischweiler (* 1640; † 1693). Aus dieser Ehe gingen fünf Kinder hervor:
- Johanna Magdalena (* 18. Dezember 1660 in Bischofsheim am Hohen Steg; † 21. August 1715), vermählt am 5. Dezember 1685 mit Graf Johann Karl August von Leiningen-Dachsburg-Heidesheim (* 19. März 1662; † 13. November 1698). Sie soll in der Marienkirche in Hanau beerdigt worden sein.[2]
- Luise Sophie (* 11. April 1662 in Bischofsheim am Hohen Steg; † 9. April 1751 in Ottweiler), vermählt am 27. September 1697 mit Graf Friedrich Ludwig von Nassau-Saarbrücken-Ottweiler (* 13. November 1651; † 25. Mai 1728)
- Franziska Albertina (* 1. Mai 1663 in Bischofsheim am Hohen Steg; † 1736 in Ottweiler), unvermählt
- Philipp Reinhard (* 2. August 1664 in Bischofsheim am hohen Steg; † 4. Oktober 1712 auf Schloss Philippsruhe bei Hanau)
- Johann Reinhard III. (* 31. Juli 1665 in Bischofsheim am Hohen Steg; † 28. März 1736 in Schloss Philippsruhe)

Weiterhin ist von Johann Reinhard ein außereheliches Verhältnis mit Maria Magdalena von Lindenau (auch: Lindau) bekannt. Maria Magdalena († nach 1680) war die Tochter eines Obrist-Leutnants von Lindenau († 1. Dezember 1640) aus ehemals schwedischen Diensten, der in der Nachfolge von Johann Winter von Güldenborn Kommandant der Festung Hanau war. Nach seinem Tod trat seine Nachfolge Kasimir Karl von Landras an.
Aus der Verbindung von Johann Reinhard und Maria Magdalena entspross mindestens ein Sohn, Johann Reinhard von Lichtenfels (* 1656 oder früher; † nach dem 22. Mai 1689). Er ist 1680 in Duisburg nachgewiesen. Der jüngste Nachweis stammt aus dem Jahr 1689. Johann Reinhard von Lichtenfels diente im Militär des römisch-katholischen Hochstifts Münster und ist ohne Erben verstorben.
Ein zweiter außerehelicher Sohn des Grafen Johann Reinhard (II.), Johann Reinhard von Hanau (* ca. 1665; † unbekannt), ist lediglich als Schüler der Hohen Schule Herborn in den Jahren 1677/78 zu fassen und wohl früh verstorben.

## Tod
Nach seinem Tod am 25. April 1666 wurde Johann Reinhard (II.) in der Gruft auf Burg Lichtenberg beigesetzt. An der Beisetzung des offensichtlich beliebten Landesvaters nahmen allein 52 Hanauer Pfarrer, zahlreiche Adelige und Repräsentanten der Stadt Straßburg teil. Dazu erschienen zwei Leichenpredigten:
- eine von Georg Wegelinus, General-Superintendent der Grafschaft Hanau mit einem Beitrag von Philipp Jacob Spener[5] und
- eine weitere mit einem Beitrag unter anderem von Quirinus Moscherosch.[6]

## Abstammung
| Stammtafel von Graf Johann Reinhard (II.) von Hanau-Lichtenberg | Stammtafel von Graf Johann Reinhard (II.) von Hanau-Lichtenberg                                                      | Stammtafel von Graf Johann Reinhard (II.) von Hanau-Lichtenberg                                                      | Stammtafel von Graf Johann Reinhard (II.) von Hanau-Lichtenberg                                          | Stammtafel von Graf Johann Reinhard (II.) von Hanau-Lichtenberg                                          | Stammtafel von Graf Johann Reinhard (II.) von Hanau-Lichtenberg | Stammtafel von Graf Johann Reinhard (II.) von Hanau-Lichtenberg |
| --------------------------------------------------------------- | --- | --- | --- | --- | --------------------------------------------------------------- | --------------------------------------------------------------- |
| Urgroßeltern                                                    | Philipp V. von Hanau-Lichtenberg (* 1541; † 1599) ⚭ Ludovica Margaretha von Zweibrücken-Bitsch (* 1540; † 1569)      | Wolfgang zu Hohenlohe-Neuenstein (* 1546; † 1610) ⚭ Magdalena von Nassau-Dillenburg (* 1547; † 1643)                 | Gottfried von Öttingen (* 1554; † 1622) ⚭ Johanna zu Hohenlohe-Neuenstein (* 1557; † 1585)               | Georg III. von Erbach (* 1548; † 1605) ⚭ Anna zu Solms (* 1557; † 1586)                                  |                                                                 |                                                                 |
| Großeltern                                                      | Johann Reinhard I. von Hanau-Lichtenberg (* 1568; † 1625) ⚭ Maria Elisabeth zu Hohenlohe-Neuenstein (* 1576; † 1605) | Johann Reinhard I. von Hanau-Lichtenberg (* 1568; † 1625) ⚭ Maria Elisabeth zu Hohenlohe-Neuenstein (* 1576; † 1605) | Ludwig Eberhard von Öttingen-Öttingen (* 1577; † 1634) ⚭ Margarethe von Erbach (* 1576; † 1636)          | Ludwig Eberhard von Öttingen-Öttingen (* 1577; † 1634) ⚭ Margarethe von Erbach (* 1576; † 1636)          |                                                                 |                                                                 |
| Eltern                                                          | Philipp Wolfgang von Hanau-Lichtenberg (* 1595; † 1641) ⚭ Johanna von Öttingen-Öttingen (* 1602; † 1639)             | Philipp Wolfgang von Hanau-Lichtenberg (* 1595; † 1641) ⚭ Johanna von Öttingen-Öttingen (* 1602; † 1639)             | Philipp Wolfgang von Hanau-Lichtenberg (* 1595; † 1641) ⚭ Johanna von Öttingen-Öttingen (* 1602; † 1639) | Philipp Wolfgang von Hanau-Lichtenberg (* 1595; † 1641) ⚭ Johanna von Öttingen-Öttingen (* 1602; † 1639) |                                                                 |                                                                 |
| Johann Reinhard (II.)                                           | | | | |                                                                 |                                                                 |

## Verweise
1. 1 2  Melcher, S. 36.
2. ↑  Suchier, Grabmonumente, S. 53.
3. ↑  Dietrich: Bastarde. S. 32.
4. 1 2  Dietrich: Bastarde. S. 33.
5. ↑  Nachweis: Katalog, Nr. 69.
6. ↑  Nachweis: Lenz, Nr. 155.

| Personendaten    | Personendaten                              |
| ---------------- | ------------------------------------------ |
| NAME             | Hanau-Lichtenberg, Johann Reinhard II. von |
| KURZBESCHREIBUNG | deutscher Adliger                          |
| GEBURTSDATUM     | 23. Januar 1628                            |
| GEBURTSORT       | Buchsweiler                                |
| STERBEDATUM      | 25. April 1666                             |
| STERBEORT        | Bischofsheim am hohen Steg                 |